# (466326) 2013 RG8
(466326) 2013 RG8 es un asteroide perteneciente al cinturón de asteroides, descubierto el 30 de diciembre de 2005 por el equipo Spacewatch desde el Observatorio Nacional de Kitt Peak (Arizona, Estados Unidos).